# Saxetania haarlovi
Saxetania haarlovi är en insektsart som först beskrevs av Willy Adolf Theodor Ramme 1952.  Saxetania haarlovi ingår i släktet Saxetania och familjen Pamphagidae. Inga underarter finns listade i Catalogue of Life.